# Австралия (фильм)
«Австра́лия» (англ. Australia) — эпическая приключенческая драма 2008 года, четвёртый полнометражный фильм, снятый Базом Лурманом с Николь Кидман и Хью Джекманом в главных ролях. Сценарий был написан Лурманном и сценаристом Стюартом Битти, с Рональдом Харвудом и Ричардом Флэнаганом. Фильм представляет собой историю персонажей, действие которой происходит между 1939 и 1942 годами на драматическом фоне событий, произошедших в то время в северной Австралии, таких как бомбардировка Дарвина во время Второй мировой войны.
Производство проходило в Сиднее, Дарвине, Кунунарре и Боуэне. Фильм был выпущен в кинотеатрах 26 ноября 2008 года в Австралии и США и 26 декабря 2008 года в Великобритании, с последующими датами мирового релиза в конце декабря 2008 года и в январе и феврале 2009 года компанией 20th Century Fox. Фильм Австралия получил неоднозначные отзывы критиков и собрал 211 миллионов долларов по всему миру.
26 ноября 2023 года на Disney+ в Австралии и Hulu в США дебютировала расширенная версия фильма «Далёкие холмы», представленная в виде мини-сериала из шести эпизодов.
Теглайн: «Их союз неподвластен правилам, их любовь неподвластна судьбе».

## Сюжет
В 1939 году за несколько недель до начала Второй мировой войны английская леди Сара Эшли отправляется в Австралию, чтобы заставить своего мужа-волокиту продать свою животноводческую станцию Фарауэй-Даунс. Огромная станция находится на территории Западной Австралия и Северной территории, достигая на севере Тиморского моря. Ее муж отправляет независимого погонщика скота Дровера (так называют погонщиков скота в Австралии), чтобы отвезти ее в Фарауэй-Даунс.
Муж леди Сары убит до ее прибытия; власти говорят, что убийца — старейшина аборигенов по прозвищу «Кинг Джордж». Управляющий станцией Нил Флетчер пытается получить контроль над Фарауэй-Даунс, чтобы поддержать стремление Лесли «Кинга» Карни стать монополистом на рынке крупного рогатого скота. Таким образом Карни получит преимущество перед офицером по логистике австралийской армии капитаном Даттоном, который покупает говядину.
Бездетная леди Сара очарована мальчиком Налла, у которого мать-абориген и белый отец. Налла был свидетелем, как Карни украл скот, а помогал ему Флетчер, угрожавший Налла и его матери, чтобы заставить их замолчать. Леди Сара увольняет Флетчера и сама управляет станцией. Власти собираются забрать Налла на Остров Миссии, так поступают и с другими детьми из числа полу-аборигенов. Стараясь укрыться от властей, мать Налла утонула, прячась с сыном в водонапорной башне. Леди Сара утешает Налла песней «Over the Rainbow». Налла говорит ей, что «Король Джордж» — его дедушка, который, как Волшебник, тоже является «магическим человеком».
Леди Сара уговаривает Дровера отвезти скот в Дарвин на продажу. Дровер дружит с аборигенами и поэтому его избегают многие другие белые. Становится известно, что он был женат на женщине-аборигене, которая умерла после того, как ей отказали в помощи в белой больнице. Леди Сара рассказывает, что она не может иметь детей.
Дровер возглавляет команду из шести наездников, включая леди Сару, его зятя-аборигена Магарри, Налла и бухгалтера станции Киплинга Флинна, чтобы перегнать 1 500 голов скота в Дарвин. По пути они сталкиваются с различными препятствиями, включая пожар, устроенный людьми Карни. Огонь пугает скот, животные в панике бегут к обрыву. Группа пытается не допустить гибели животных, в результате погибает Флинн. У леди Сары и Дровера начинается роман. Команда перегоняет скот через опасную пустыню Невер-Невер. Наконец, прибыв в Дарвин, группа должна быстро погрузить скот на корабль до того, как будет погружен скот Карни.
Леди Сара, Налла и Дровер счастливо живут вместе в Фарауэй-Даунс в течение двух лет. Тем временем Флетчер захватывает империю крупного рогатого скота Карни, убив Карни и женившись на Кэт Карни, его дочери, все это время продолжая угрожать леди Саре. Становится известно, что Флетчер был заказчиком убийства мужа леди Сары, также Флетчер является отцом Налла.
Налла намеревается совершить ритуал обхода с Кинг Джорджем, но вместо этого его забирают власти и отправляют жить на Остров Миссии. Леди Сара, которая считает Налла своим приемным сыном, клянется спасти его. Тем временем она работает радистом в Дарвине во время эскалации Второй мировой войны. Когда японцы нападают на остров Дарвин в 1942 году, леди Сара опасается, что Налла был убит.
Дровер, который поссорился с леди Сарой и ушел, возвращается в Дарвин и слышит, что она была убита в результате бомбардировки. Дровер узнает о похищении Налла на Остров Миссии и отправляется вместе с Магарри и молодым братом-христианином, чтобы спасти его и других детей. Магарри убит японскими солдатами. Тем временем леди Сара собирается эвакуироваться, Дровер и дети плывут в порт в Дарвине. Когда Налла играет на своей гармонике «Над радугой», леди Сара слышит музыку, и все трое воссоединяются.
Флетчер, обезумевший от крушения его планов и смерти Кэт во время атаки японцев, пытается выстрелить в Налла, но его останавливает Кинг Джордж, при этом убивая Флетчера.
Леди Сара, Дровер и Налла возвращаются в безопасное место вдалеке от Фарауэй-Даунс. Там Кинг Джордж звонит Налла, вернувшемуся в аутбэк со своим дедом.

## В ролях
- Николь Кидман — леди Сара Эшли (Светлана Кузнецова)
- Хью Джекман — Дровер (Станислав Концевич)
- Брендон Уолтерс — Налла, мальчик-абориген (Ксения Синявская)
- Дэвид Уэнем — Нил Флетчер (Олег Алмазов)
- Барри Отто — администратор Оллсоп
- Брайан Браун — Кинг Карни (Валерий Кухарешин)
- Джек Томпсон — Киплинг Флинн (Вадим Яковлев)
- Дэвид Галпилил — Кинг Джордж
- Дэвид Нгумбухарра — Магарри (Алексей Титков)
- Бен Мендельсон — капитан Эмметт Даттон (Артём Веселов)
- Сэнди Гор — Глория Карни
- Эсси Дэвис — Кэтрин Карни Флетчер
- Урсула Йович — Дэйзи
- Юн Ва — Синг Сонг
- Яцек Коман — Иван
- Тони Барри — сержант Каллэхан
- Артур Дигнам[англ.] — отец Бенедикт
- Рэй Барретт — Рамсден

## Производство
Фильм является эпической приключенческой драмой, затрагивающей острые социальные проблемы. Фильм долго оставался без названия, пока 23 ноября 2006 года режиссёр Баз Лурман не объявил в эфире одного из австралийских радиошоу название «Австралия». Другими наиболее вероятными названиями были, по его словам, Великие Южные земли (англ. Great Southern Land) и Далёкие низины (англ. Faraway Downs).
Режиссёр задумывал «Австралию» как первую часть своей историко-эпической трилогии; вторую и третью части, как планируется, образуют временно замороженный проект Лурмана «Александр Великий» и ещё не получивший названия исторический кинопроект о России.

### Кастинг
Первоначально на главную мужскую роль планировался Рассел Кроу, однако летом 2006 года актёр, после отказа в редактировании его персонажа, сделал заявление, что «не собирается участвовать в проекте, основной целью которого являются деньги» и выбыл из проекта. «Австралия» стала уже вторым проектом, в котором Кидман и Кроу не получилось поработать вместе. Актёры являются давними друзьями и в 2005 году уже начинали съёмки в романтической драме «Эвкалипт», которая была остановлена по требованию Кроу из-за недостатков сценария. Роль затем была предложена Хиту Леджеру, однако тот был вынужден отказаться из-за участия в сиквеле «Бэтмена» («Тёмный рыцарь»).
25 января 2007 года было заявлено, что популярный австралийский актёр Дэвид Уэнем (исполнитель роли Фарамира в экранизации «Властелина Колец») сыграет в фильме антагониста, замышляющего отобрать у героини Кидман её ранчо.

## Кассовые сборы
Бюджет фильма составил 130 млн. $. В первые выходные собрал 14,800,723 $ (пятое место). В прокате с 26 ноября 2008 по 26 марта 2009, наибольшее число показов в 2,721 кинотеатрах единовременно. За время проката собрал в мире 211,342,221 $ (31 место по итогам года) из них 49,554,002 $ в США (58 место по итогам года) и 161,788,219 $ в остальном мире. В странах СНГ фильм шёл с 12 февраля по 29 марта 2009 и собрал 3,318,540 $.

## Саундтрек
Композитор фильма — Дэвид Хиршфелдер. Кроме того, в картине звучат джазовые номера «Begin The Beguine», «Tuxedo Junction», «Sing Sing Sing (With A Swing)» и «Brazil». В заключительной сцене фильма звучит «Нимрод» из «Загадочных вариаций» английского композитора Эдварда Эльгара.

## Сериал «Далёкие холмы»
В июне 2022 г. компании Bazmark Films и 20th Television анонсировали шестисерийный телевизионный сериал Далёкие холмы (Faraway Downs), который представляет собой расширенную версию фильма с ранее неиспользованными кадрами . Премьера состоялась 26 ноября 2023 года на сервисе Hulu.
1. Глава первая: Земля («Chapter one: The Land»)
2. Глава вторая: Секреты («Chapter two: Secrets»)
3. Глава третья: Приключения («Chapter three: Adventure»)
4. Глава четвертая: Роман («Chapter four: Romance»)
5. Глава пятая: Предательство («Chapter five: Betrayal»)
6. Глава шестая: Война («Chapter six: War»)

## Награды и номинации
Номинация на «Оскар-2009» за лучший дизайн костюмов.